# Scheleton la Jocurile Olimpice de iarnă din 2018
Probele sportive de scheleton la Jocurile Olimpice de iarnă din 2018 s-au desfășurat în perioada 16-17 februarie 2018 la Olympic Sliding Centre. Au avut loc două probe sportive: masculin și feminin.

## Sumar medalii

### Clasament pe țări
| Loc   | Țară                         | Aur | Argint | Bronz | Total |
| ----- | ---------------------------- | --- | ------ | ----- | ----- |
| 1     | Marea Britanie (GBR)         | 1   | 0      | 2     | 3     |
| 2     | Coreea de Sud (KOR)          | 1   | 0      | 0     | 1     |
| 3     | Germania (GER)               | 0   | 1      | 0     | 1     |
| 3     | Sportivii Olimpici din Rusia | 0   | 1      | 0     | 1     |
| Total | Total                        | 2   | 2      | 2     | 6     |

### Probe sportive
| Probă sportivă   | Aur                                  | Aur     | Argint                                       | Argint  | Bronz                                  | Bronz   |
| masculin detalii | Yun Sung-bin · Coreea de Sud (KOR)   | 3:20,55 | Nikita Tregubov Sportivii Olimpici din Rusia | 3:22,18 | Dominic Parsons · Marea Britanie (GBR) | 3:22,20 |
| feminin detalii  | Lizzy Yarnold · Marea Britanie (GBR) | 3:27,28 | Jacqueline Lölling · Germania (GER)          | 3:27,73 | Laura Deas · Marea Britanie (GBR)      | 3:27,90 |